# Sevilla (Colombia)
Sevilla è un comune della Colombia facente parte del dipartimento di Valle del Cauca.
L'abitato venne fondato da Daniel Gutiérrez e Heraclio Uribe Uribe nel 1903, mentre l'istituzione del comune è del 2 aprile 1914.